# Tobias Levels
Tobias Levels (Tönisvorst, 1986. november 22. –) holland származású német labdarúgó, az FC Ingolstadt 04 II hátvédje.